# 버블 앤드 스퀴크

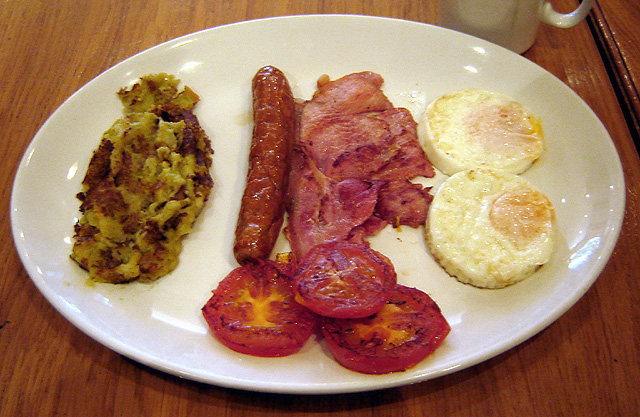
버블 앤드 스퀴크

버플 앤드 스퀴크(Bubble and squeak)는 영국의 명물 요리로 소금에 절인 소고기를 삶은 다음 얇게 썰어서 기름에 볶고, 잘게 썰어 삶은 양배추를 따로 기름에 볶아서 함께 차려내는 것이었는데, 이따금 양파나 남은 감자를 첨가하기도 했다.
주 재료는 소고기, 감자와 양배추, 하지만 당근과 완두콩, 싹 양배추를 첨가할 수 있다.
버블 앤드 스퀵은 2차 세계 대전 동안 애용되었다. 왜냐하면 그 당시 거의 대부분의 음식들은 배급하는데 사용되었고, 버블 앤드 스퀵은 남은 음식들로 요리를 하는데 용이한 음식이었기 때문이었다.

## 참고 문헌
- 음식의 역사, 레이 태너힐 지음, 2002, 우물이 있는 집[쪽 번호 필요]